# Eric Gull
Eric Gull, född 28 augusti 1973 i Buenos Aires, är en argentinsk-schweizisk före detta handbollsspelare. Han är 2,04 meter lång, vänsterhänt och spelade i anfall som högernia.

## Klubbar
- AACF Quilmes AC (–1997)
- Santo André (1997–1998)
- Lugi HF (1998–1999)
- São Caetano (1999–2000)
- CB Ademar León (2000–2001)
- Sélestat AHB (2001–2003)
- Espérance Sportive de Tunis (2003)
- GK Tjechovskije Medvedi (2003–2004)
- BM Valladolid (2004–2007)
- FC Barcelona (2007–2008)
- al-Sadd Sport Club (2008–2009)
- BM Ciudad Real (2009–2010)
- AACF Quilmes (2010–2012)